# Nonstop-Triathlon

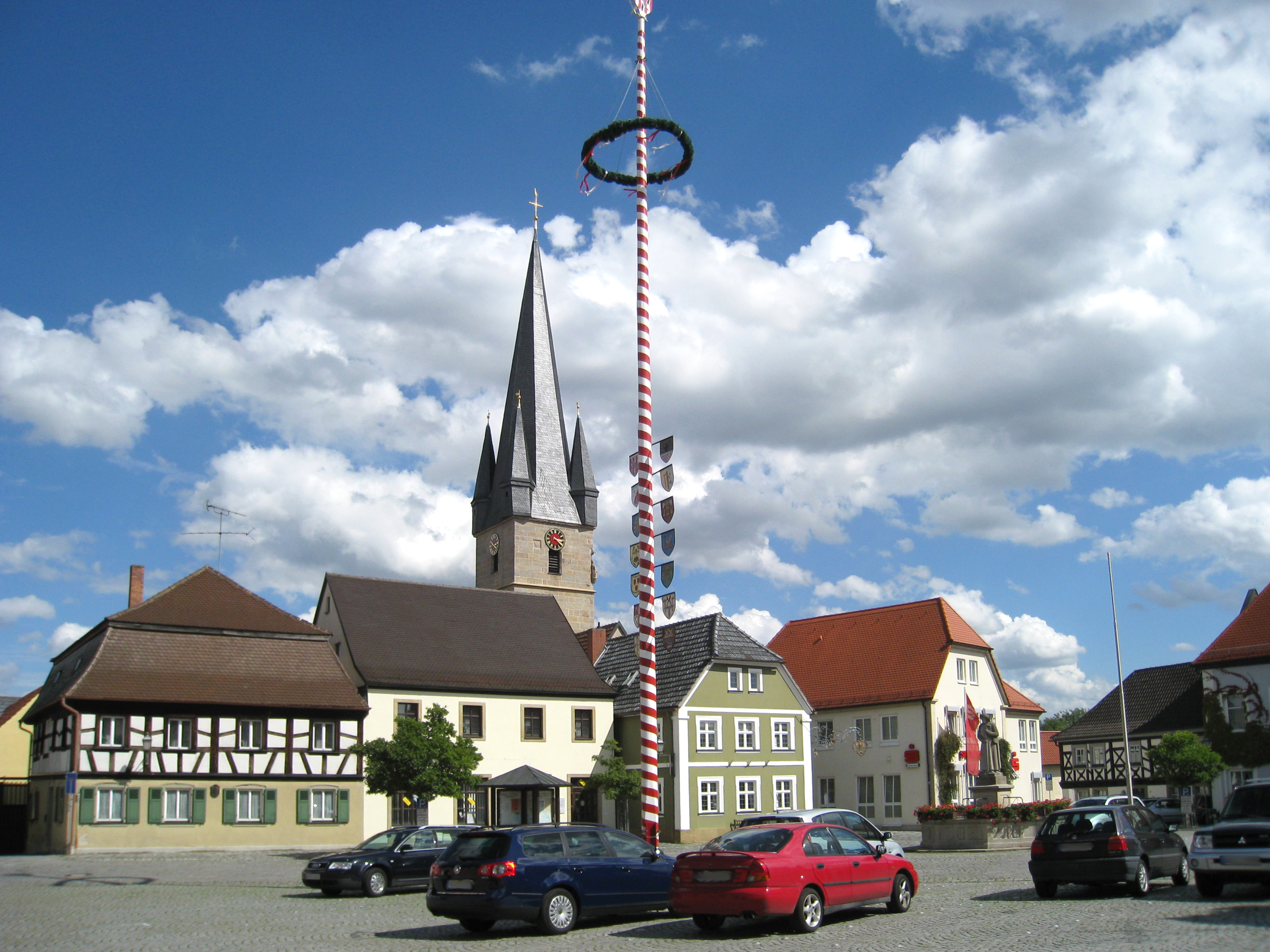
Baunach – Marktplatz

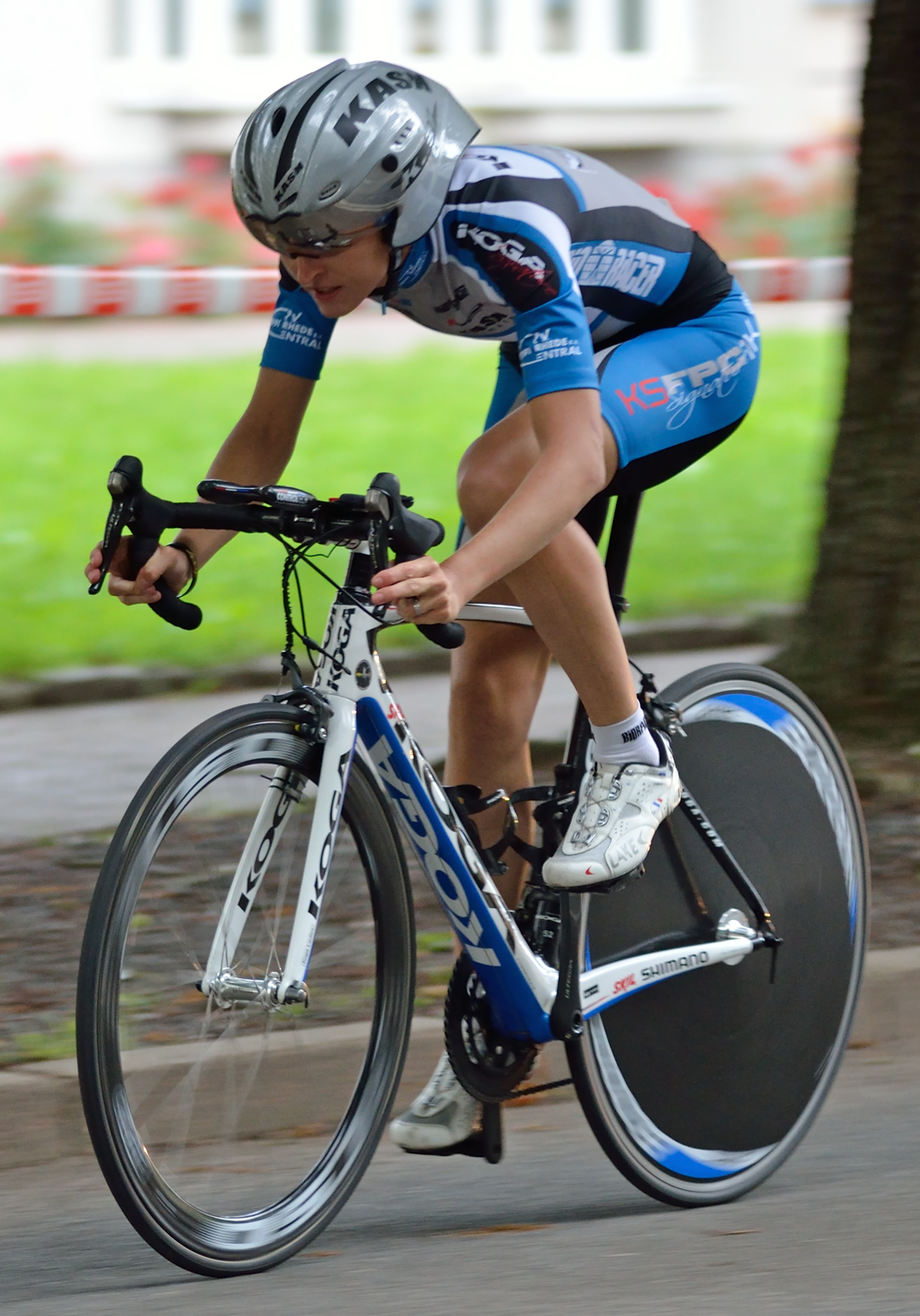
Ulrike Schwalbe – die Siegerin 2013

Der Nonstop-Triathlon (aktuell als  IfA Nonstop Triathlon Bamberg) ist eine Triathlon-Veranstaltung im Raum Bamberg in Oberfranken über die olympische Distanz sowie die Sprintdistanz.

## Organisation
Er findet seit 1990 jährlich Ende Juni oder am ersten Wochenende im Juli in Bamberg oder in einer Gemeinde im Landkreis Bamberg statt.
Das Triathlonereignis wird vom Bayerischen Triathlon Verband veranstaltet und von der IfA Nonstop Bamberg e. V. organisiert.
Die Fränkische Schweiz wird im nördlichen Teil von der Radstrecke in der olympischen Distanz gekreuzt, daher zählt das Streckenprofil dieser Distanz zu den anspruchsvollsten in Deutschland. Zum sportlichen Rahmenprogramm gehören auch ein Kinderlauf (0,5 km Laufen) sowie der Cross Bike & Run (4,5 km Radfahren und 1,5 km Laufen).
Am 2. Juli 2011 wurde in Baunach der 22. Nonstop-Triathlon ausgetragen, in dessen Rahmen auch die Oberfränkische Meisterschaft über die olympische Distanz ausgelobt wurde.
2018 wurde das Rennen nach einem Jahr Pause wieder ausgetragen, die Austragung auf die Erba-Insel verlegt und das Schwimmen fand in der Regnitz statt.

## Statistik

### Finisher
| Jahr | Olympische Distanz | Olympische Distanz | Olympische Distanz | Sprintdistanz | Sprintdistanz | Sprintdistanz |
| Jahr | Gesamt             | Männer             | Frauen             | Gesamt        | Männer        | Frauen        |
| ---- | ------------------ | ------------------ | ------------------ | ------------- | ------------- | ------------- |
| 2015 | 116                | 92                 | 24                 | 158           | 116           | 42            |
| 2014 | 160                | 123                | 37                 | 201           | 145           | 56            |
| 2013 | 156                | 125                | 31                 | 186           | 119           | 67            |
| 2012 | 229                | 188                | 49                 | 126           | 96            | 30            |
| 2011 | 147                | 122                | 25                 | 124           | 98            | 26            |
| 2010 | 194                | 152                | 42                 | 128           | 90            | 38            |
| 2009 | 218                | 192                | 26                 | 118           | 84            | 34            |
| 2008 | 298                | 254                | 44                 | 114           | 82            | 32            |

### Sieger olympische Distanz
Das Rennen auf der olympischen Distanz geht über 1,8 km Schwimmen, 41 km Radfahren und 10 km Laufen.
| Datum/Jahr    | Männer                                             | Zeit        | Frauen                                           | Zeit        |
| ------------- | -------------------------------------------------- | ----------- | ------------------------------------------------ | ----------- |
| 12. Sep. 2021 | Kilian Bauer                                       | 01:55:55    | Margrit Elfers                                   | 02:15:43    |
| 23. Juni 2019 |                                                    |             |                                                  |             |
| 24. Juni 2018 | Andreas Besold (RSC Marktredwitz)                  | 02:04:52.98 | Annika Timm (Ifa Bamberg Nonstop)                | 02:18:02.85 |
| 10. Juli 2016 | Matthias Türk (TDM Bamberg)                        |             |                                                  |             |
| 5. Juli 2015  | Ralf Gärtner (Team fit vital / SSV Forchheim) -2-  | 02:07:13    | Ella Schmidt (TV 1848 Erlangen)                  | 02:32:10    |
| 6. Juli 2014  | Mirco Helmreich (IfA Nonstop Bamberg)              | 02:03:43    | Stephanie Preis (SV Bayreuth)                    | 02:20:41    |
| 7. Juli 2013  | Patrick Lange (EJOT Team TV Buschhütten)           | 01:54:34    | Ulrike Schwalbe (CLV Megware)                    | 02:17:28    |
| 15. Juli 2012 | Ralf Gärtner (Tricamp Team SSV Forchheim)          | 02:00:11    | Steffi Paulus (ASC Kronach-Frankenwald)          | 02:20:23    |
| 2. Juli 2011  | Benedikt Reitwiessner                              | 02:12:09    | Angela Kühnlein (TSV Hochstadt) -2-              | 02:25:56    |
| 3. Juli 2010  | Peter Rectanus (SC Hassberge)                      | 02:13:35    | Kristin Möller (Synergy Sports Team TV 48) -2-   | 02:22:01    |
| 4. Juli 2009  | Rodrigo Nebel (TV48 Erlangen) -2-                  | 01:54:09    | Kristin Möller (Synergy Sports Team TV 48)       | 02:07:59    |
| 5. Juli 2008  | Sergey Yakovlev (Erdinger Alkoholfrei SC Riederau) | 01:53:44    | Dereza Olesya (Erdinger Alkoholfrei SC Riederau) | 02:09:10    |
| 7. Juli 2007  | Stefan Schmid (Tri-Team Schongau)                  | 01:55:07    | Susanne Zettl (SSV Forchheim)                    | 02:08:58    |
| 2005          | Rodrigo Nebel (STIEBEN ELTRON Obergünzburg)        | 02:00:08    | Angela Kühnlein (TV48 Erlangen)                  | 02:18:26    |

### Sieger Sprintdistanz
Das Rennen über die Sprintdistanz wird hier mit 0,4 km Schwimmen, 28 km Radfahren und 5 km Laufen ausgetragen.
| Datum/Jahr    | Männer                                       | Zeit    | Frauen                                                          | Zeit    |
| ------------- | -------------------------------------------- | ------- | --------------------------------------------------------------- | ------- |
| 12. Sep. 2021 |                                              |         |                                                                 |         |
| 23. Juni 2019 |                                              |         |                                                                 |         |
| 24. Juni 2018 |                                              |         |                                                                 |         |
| 10. Juli 2016 |                                              |         |                                                                 |         |
| 5. Juli 2015  | Hendrik Becker (TEAM REWAG)                  | 0:58:00 | Ingalena Heuck (Team Bike-Café Messingschlager / LG Stadtwerke) | 1:05:29 |
| 6. Juli 2014  | Thomas Voit (Team Icehouse e. V.)            | 0:58:12 | Carmen Krebs (TSV Karlstadt Triathlon)                          | 1:07:20 |
| 7. Juli 2013  | Stefan Henneberg (Triathlon Team Vogtland)   | 0:58:37 | Gesa Bohn (SC Rönnau 74)                                        | 1:05:21 |
| 15. Juli 2012 | Sven Haag (Dritte Heimat: Bamberg)           | 0:55:55 | Carmen Krebs (TSV Karlstadt) -3-                                | 1:07:16 |
| 2. Juli 2011  | Thomas Schwendner (TV 1860 Fürth)            | 1:01:58 | Carmen Krebs (TSV Karlstadt) -2-                                | 1:13:27 |
| 3. Juli 2010  | Andreas Mergler (SV Würzburg 05)             | 1:06:03 | Carmen Krebs (TSV Karlstadt)                                    | 1:17:39 |
| 4. Juli 2009  | Stefan Henneberg (SG Blau-Weiß Reichenbach)  | 1:04:56 | Daniela Frank (IfA Nonstop Bamberg)                             | 1:15:27 |
| 2008          | Dominik Schmutzler (GEALAN Tri Team IfL Hof) | 1:04:53 | Lisa Schlimme (TUS Neuköln)                                     | 1:12:58 |
| 2007          | Bernd Pannewitz (DJK Feudenheim)             | 1:09:27 | Eva Schick (TriTeam PSV-UniBW München)                          | 1:18:48 |